# KLTV
KLTV, kort voor Katwijkse Lawn Tennis Vereniging, is een Nederlandse tennisvereniging uit Katwijk. 
De Katwijkse Lawn Tennis Vereniging werd in 1953 opgericht door onder anderen Pieter Fetter en speelde op de tennisbanen in de duinen van Katwijk, waar de vereniging van pachter Jan de Groot vier van de acht aanwezige banen huurde. Op zoek naar eigen banen, ging de vereniging in op het aanbod van de gemeente zich te hervestigen in sportpark De Krom. Het leidde tot een conflict tussen een aantal leden van de vereniging van wie een aantal zich afscheidden, en op Duinlust bleven, als leden van de in 1976 opgerichte nieuwe tennisvereniging LTC Zee en Duin.
De KLTV bouwde intussen zijn accommodatie in sportpark De Krom uit tot een geheel met elf tennisvelden, vier gravelbanen en zeven smashcourtbanen. Van eind 2012 tot begin 2013 werd daarbij het oude clubhuis vervangen door een nieuwbouw verenigingshuis.  In 2013 opende in De Krom ook een derde Katwijkse tennisvereniging hun gronden, en werden MVKV tennisburen van de KLTV.  KLTV vierde het vijfenzestigjarig jubileum van de vereniging in 2018.